# Ілляшівська сільська рада (Старокостянтинівський район)
Ілля́шівська сільська́ ра́да — адміністративно-територіальна одиниця та орган місцевого самоврядування у Старокостянтинівському районі Хмельницької області. Адміністративний центр — село Ілляшівка.

## Загальні відомості
Ілляшівська сільська рада утворена в 1927 році.
- Територія ради: 18,357 км²
- Населення ради: 525 осіб (станом на 2001 рік)

## Населені пункти
Сільській раді були підпорядковані населені пункти:
- с. Ілляшівка

## Склад ради
Рада складалася з 12 депутатів та голови.
- Голова ради: Лисяк Надія Кузьмівна
- Секретар ради: Романюк Лариса Савівна

### Керівний склад попередніх скликань
| Прізвище, ім'я, по батькові | Основні відомості                                                               | Дата обрання | Дата звільнення |
| --------------------------- | ------------------------------------------------------------------------------- | ------------ | --------------- |
| Лисяк Надія Кузьмівна       | Сільський голова, 1964 року народження, освіта середня спеціальна               | 26.03.2006   | 31.10.2010      |
| Лисяк Надія Кузьмівна       | Сільський голова, 1964 року народження, освіта середня спеціальна, позапартійна | 31.10.2010   |                 |

Примітка: таблиця складена за даними сайту Верховної Ради України

### Депутати
За результатами місцевих виборів 2010 року депутатами ради стали:

#### За суб'єктами висування
| Суб'єкт висування                 | Кількість обраних депутатів | %    |
| --------------------------------- | --------------------------- | ---- |
| Політична партія «Сильна Україна» | 4                           | 33,3 |
| Народна партія                    | 3                           | 25   |
| Партія регіонів                   | 2                           | 16,7 |
| Самовисування                     | 2                           | 16,7 |
| Комуністична партія України       | 1                           | 8,3  |

#### За округами
| № округу                          | Прізвище, ім'я, по батькові  | Дата визнання обраним | Освіта             | Партійна приналежність                  | Відомості про обраного депутата                    |
| --------------------------------- | ---------------------------- | --------------------- | ------------------ | --------------------------------------- | -------------------------------------------------- |
| Комуністична партія України       |                              |                       |                    |                                         |                                                    |
| 6                                 | Ворощук Володимир Романович  | 01.11.2010            | середня            | позапартійний                           | пенсіонер                                          |
| Народна Партія                    |                              |                       |                    |                                         |                                                    |
| 8                                 | Поліщук Ірина Миколаївна     | 01.11.2010            | середня            | член Народної партії                    | СТОВ «Новий шлях», різноробоча                     |
| 9                                 | Грек Тетяна Сергіївна        | 01.11.2010            | середня            | член Народної партії                    | Ілляшівська загальноосвітня школа I-III ст., повар |
| 11                                | Гусар Петро Іванович         | 01.11.2010            | середня            | член Народної партії                    | СТОВ «Новий шлях», різноробочий                    |
| Партія регіонів                   |                              |                       |                    |                                         |                                                    |
| 1                                 | Кузніцова Наталія Василівна  | 01.11.2010            | середня            | позапартійна                            | Ілляшівська сільська рада, землевпорядник          |
| 7                                 | Романюк Лариса Савівна       | 01.11.2010            | середня спеціальна | позапартійна                            | Ілляшівська сільська рада, секретар                |
| Політична партія «Сильна Україна» |                              |                       |                    |                                         |                                                    |
| 2                                 | Панасюк Валентина Вікторівна | 01.11.2010            | середня            | член Політичної партії «Сильна Україна» | СТОВ «Новий шлях», бухгалтер                       |
| 5                                 | Клинчук Микола Степанович    | 01.11.2010            | середня            | член Політичної партії «Сильна Україна» | СТОВ «Новий шлях», завідувач ферми                 |
| 10                                | Пробитюк Роман Віталійович   | 01.11.2010            | середня спеціальна | член Політичної партії «Сильна Україна» | СТОВ «Новий шлях», механізатор                     |
| 12                                | Ящук Сергій Петрович         | 01.11.2010            | вища               | член Політичної партії «Сильна Україна» | СТОВ «Новий шлях», різноробочий                    |
| Самовисування                     |                              |                       |                    |                                         |                                                    |
| 3                                 | Мельник Наталія Павлівна     | 01.11.2010            | середня            | позапартійна                            | СТОВ «Новий шлях», бухгалтер                       |
| 4                                 | Гнатюк Катерина Іванівна     | 01.11.2010            | середня спеціальна | позапартійна                            | Ілляшівська сільська бібліотека, бібліотекар       |